# Cristián Araya
Cristián Andrés Araya Lerdo de Tejada (Santiago, 30 de septiembre de 1988) es un abogado, psicólogo y político chileno. Actualmente es diputado de la República por el distrito 11, que agrupa a las comunas de Las Condes, Lo Barnechea, Vitacura, La Reina y Peñalolén.

## Biografía

### Vida personal
Nació en Santiago de Chile el 30 de septiembre de 1988. Es hijo de Cristián Araya Molina y Cecilia Lerdo de Tejada Gajardo. Entre 1994 y 2006 cursó la enseñanza básica y media en el Liceo José Victorino Lastarria. Fue dirigente estudiantil en dicho establecimiento, teniendo participación en la Revolución pinguina de 2006, siendo opositor a las tomas en los colegios emblemáticos, donde además trabó buena relación con Julio Isamit.
Estudió psicología en la Universidad Adolfo Ibáñez, en donde además cursó un Magíster en Psicología de las Organizaciones. Además, en 2016 se licenció en Ciencias Jurídicas en la misma universidad, titulándose de abogado en 2020. 
Es bombero voluntario en la 15ª Compañía de Santiago. Es también oficial reservista del Ejército de Chile con el grado de Subteniente y Alguacil de Carabineros de Chile.

### Trayectoria política
Fue militante de la Unión Demócrata Independiente hasta 2019, cuando se afilió al Partido Republicano.
En las elecciones municipales de 2016 resultó elegido concejal de la comuna de Vitacura con un 25,8 % de los votos válidamente emitidos, por la Unión Demócrata Independiente. En el concejo municipal, se erigió como una de las voces disidentes en algunos temas al entonces alcalde Raúl Torrealba. Postuló, como Republicano, para la alcaldía de la misma comuna en las elecciones de 2021, quedando en segundo lugar con el 31,3% de los votos, tras la candidata de Evópoli Camila Merino.
En 2021 fue electo diputado por el distrito 11 en Santiago nororiente en representación de los Republicanos.
Durante la guerra ruso-ucraniana, el diputado apoyó a Ucrania visitando el país en mayo de 2022 junto al diputado  Benjamín Moreno Bascur.
Actualmente es el Jefe de la Bancada de Diputados del Partido Republicano y Presidente de la Comisión de Seguridad Ciudadana de la Cámara de Diputados de Chile, y de la Comisión de Emergencia, Desastres y Bomberos, es miembro integrante de la Comisión de Vivienda, Desarrollo Urbano y Bienes Nacionales.

## Controversias

### Manejo bajo los efectos del alcohol
Durante la madrugada del 13 de enero de 2018 fue detenido por Carabineros de Chile, en la comuna de Vitacura. Araya, quien iba manejando su automóvil, no respetó un semáforo, por lo que fue perseguido y detenido unos 200 metros más adelante por Carabineros, quienes percibieron hálito alcohólico en el conductor. Tras la realización de la alcoholemia, esta arrojó que Araya manejaba bajo los efectos del alcohol. Araya pidió disculpas públicas, declarando que «fue una situación que me avergüenza, lo lamento profundamente, creo que fue una irresponsabilidad absoluta».

### Plan Frontera
En la campaña para las elecciones municipales de 2021, donde Araya competía por la alcaldía de Vitacura, dentro sus propuestas se encontraba el llamado Plan Frontera, el cual consistía en blindar los accesos y salidas, mediante un control permanente con puntos fijos, cámaras de seguridad, lectores de patente y pincha neumáticos. Dicho plan le trajo críticas de la opinión pública, de su contendora Camila Merino y del entonces alcalde de Las Condes Joaquín Lavín, quién indicó a través de Twitter "¿Levantar muros? ¿Fronteras comunales? Las sociedades modernas necesitan más seguridad, pero no a costa de aumentar la segregación", Necesitamos 'puentes', necesitamos integración social".